# Ieb Brugmans

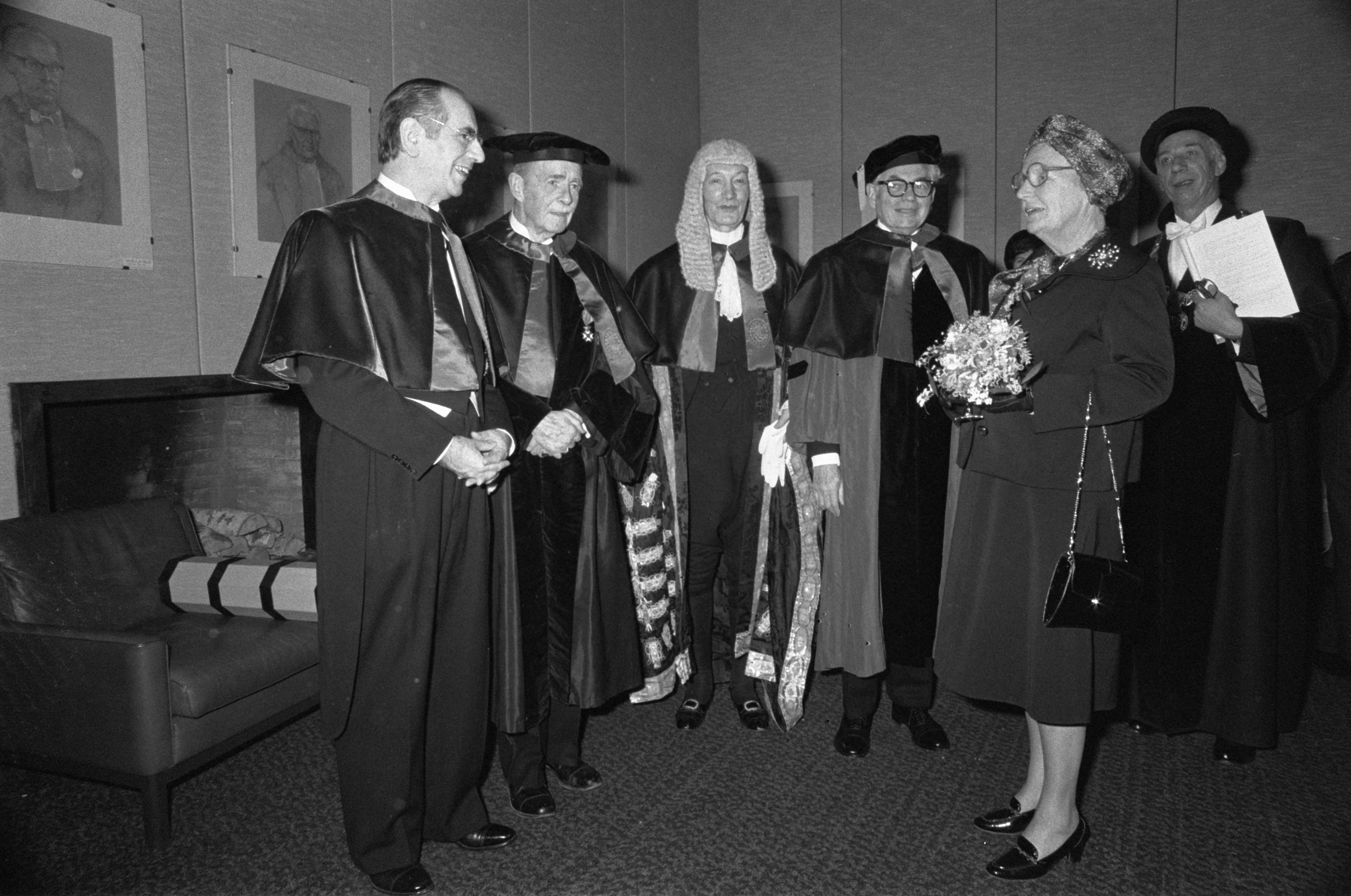
Brugmans met drie mede-eredoctores in 1977 bij de uitreiking van het eredoctoraat in Tilburg

Izaak Johannes Brugmans (Groningen, 6 november 1896 – Den Haag, 19 december 1992) was een Nederlands historicus.
Brugmans studeerde Geschiedenis aan de Universiteit van Amsterdam. Na zijn kandidaatsexamens Letteren en Rechten en het doctoraalexamen Staatsrecht promoveerde hij op 22 november 1925 bij professor David van Embden op het proefschrift De arbeidende klasse in Nederland in de 19e eeuw (1813-1870). Van dit proefschrift verscheen in 1929 een tweede druk en tussen 1958 en 1978 werd het nog negen maal herdrukt in de serie Aula pockets.
Van 1923 tot 1929 was hij verbonden aan het bureau voor statistiek van de Gemeente Amsterdam en van 1929 tot 1940 aan het Departement van Onderwijs en Eredienst in het toenmalige Nederlands-Indië. Hier werkte hij vanaf 1939 aan de oprichting van een letterenfaculteit te  Batavia (tegenwoordig Jakarta). Bij de opening in december 1940 werd hij voorzitter van de faculteit en hoogleraar in de algemene geschiedenis. Van 1942 tot 1945 verbleef hij in een jappenkamp.
Op 23 juli 1947 werd Brugmans benoemd tot hoogleraar Economische geschiedenis aan de Faculteit der Economische Wetenschappen van de Universiteit van Amsterdam. In september 1967 ging hij met emeritaat.
Brugmans was een zoon van Hajo Brugmans en een kleinzoon van spiegelfabrikant Izaak Johannes Brugmans (1843-1910), naar wie hij is vernoemd. Tot haar dood in 1979 was hij gehuwd met Loes Martens. Hij overleed op 96-jarige leeftijd in Den Haag.

## Publicaties
- De arbeidende klasse in Nederland in de 19e eeuw (1813-1870) , 's-Gravenhage: Nijhoff, 1925
- Thorbecke, Haarlem: De Erven F. Bohn (Volksuniversiteitsbibliotheek  56), 1932
- Geschiedenis van het onderwĳs in Nederlandsch-Indië, Groningen [etc.]: Wolters, 1938
- Van Republiek tot Koninkrijk Geschiedenis der Nederlanden van 1795-1815, Amsterdam, Scheltens & Giltay, 1939
- Kantelend tĳdperk: wereldbeeld 1919-1939, Groningen/Batavia: Wolters, 1947
- Welvaart en historie: tien studiën,  's-Gravenhage: Nĳhoff, 1950
- Tachtig jaren varen met de Nederland: 1870-1950, Amsterdam: Stoomvaart Maatschappĳ "Nederland", 1950
- Van Chinavaart tot oceaanvaart: de Java-China-Japan lĳn - Koninklĳke Java-China-Paketvaart lĳnen, 1902-1952, Java-China-Japan Lĳn; Koninklĳke Java-China-Paketvaart Lĳnen, 1952
- Statistieken van de Nederlandse nĳverheid uit de eerste helft der 19e eeuw  met D. Damsma, J. M. M. de Meere,Leendert Noordegraaf , 's-Gravenhage: Nĳhoff, 1956
- Nederlandsch-Indië onder Japanse bezetting: gegevens en documenten over de jaren 1942-1945, met H.J. de Graaf, A.H. Joustra en A.G. Vromans, Franeker: Wever, 1960
- Balans van beleid: terugblik op de laatste halve eeuw van Nederlandsch-Indië, met  H. Baudet, A. P. A. A. Besnard et al., Assen: Van Gorcum & comp, 1961
- Paardenkracht en mensenmacht: sociaal-economische geschiedenis van Nederland, 1795-1940, 's-Gravenhage: Nijhoff, 1961
- Honderd vĳfentwintig jaren arbeid op het onderwĳsterrein, 1836-1961, [samengest. ter gelegenheid van het honderdvĳfentwintig jarig bestaan van J.B. Wolters' Uitgeversmaatschappĳ NV, met L.W. de Bree  et al.,  Groningen: J.B. Wolters' Uitgeversmaatschappĳ, 1961
- Begin van twee banken, 1863: uitgegeven ter gelegenheid van het eeuwfeest van de Rotterdamsche Bank en de Nationale Handelsbank Rotterdam: Rotterdamsche Bank, 1963
- Stapvoets voorwaarts: sociale geschiedenis van Nederland in de negentiende eeuw, Bussum: Fibula-Van Dishoeck, 1970
- Gevangen op Java 1942-1945: dagboek uit een Jappenkamp, Zutphen: Walburg Pers, 2004